# Rhythm Bomb
«Rhythm Bomb» es un sencillo promocional del grupo británico de música electrónica The Prodigy con la colaboración del productor inglés Flux Pavilion. Fue lanzado el 25 de marzo de 2015 e incluido en el álbum The Day Is My Enemy.

## Contexto
La canción presenta la colaboración del productor británico Flux Pavilion y contiene una muestra de la canción «Make My Body Rock (Feel It)» del grupo Jomanda, razón por la cual los autores de la canción también fueron acreditados en «Rhythm Bomb».

## Lista de canciones
| Sencillo (descarga digital) |               |          |  |
| N.º                         | Título        | Duración |  |
| 1.                          | «Rhythm Bomb» | 4:12     |  |

| Remix (descarga digital) |                               |          |  |
| N.º                      | Título                        | Duración |  |
| 1.                       | «Rhythm Bomb» (NGHTMRE Remix) | 3:12     |  |

| Otras versiones |                      |          |  |
| N.º             | Título               | Duración |  |
| 1.              | «Rhythm Bomb» (Edit) | 3:15     |  |